# Pilea inaequalis
Pilea inaequalis là loài thực vật có hoa trong họ Tầm ma. Loài này được (Juss. ex Poir.) Wedd. miêu tả khoa học đầu tiên năm 1852.